# American Hockey League 1954-1955
La stagione 1954-1955 è stata la 19ª edizione della American Hockey League, la più importante lega minore nordamericana di hockey su ghiaccio. Il Carl Liscombe Trophy cambiò nome in John B. Sollenberger Trophy, mentre dopo 12 anni fece ritorno l'AHL All-Star Game il 27 ottobre 1954 fra i Cleveland Barons e gli AHL All-Stars, sfida vinta da questi ultimi per 7-3. La stagione vide al via sei formazioni e al termine dei playoff i Pittsburgh Hornets conquistarono la loro seconda Calder Cup sconfiggendo i Buffalo Bisons 4-2.

## Modifiche
- I Syracuse Warriors fecero il proprio ritorno a Springfield riprendendo il nome di Springfield Indians.

## Stagione regolare

### Classifica
|  | Pos. | Squadra             | Pt | G  | V  | S  | N | GF  | GS  | DR  |
|  | ---- | ------------------- | -- | -- | -- | -- | - | --- | --- | --- |
|  | 1.   | Pittsburgh Hornets  | 70 | 64 | 31 | 25 | 8 | 187 | 180 | +7  |
|  | 2.   | Cleveland Barons    | 67 | 64 | 32 | 29 | 3 | 254 | 222 | +32 |
|  | 3.   | Springfield Indians | 67 | 64 | 32 | 29 | 3 | 251 | 233 | +18 |
|  | 4.   | Buffalo Bisons      | 67 | 64 | 31 | 28 | 5 | 248 | 228 | +20 |
|  | 5.   | Hershey Bears       | 65 | 64 | 29 | 28 | 7 | 217 | 225 | -8  |
|  | 6.   | Providence Reds     | 48 | 64 | 21 | 37 | 6 | 194 | 263 | -69 |

Legenda:

      Ammesse ai Playoff
Note:

Due punti a vittoria, un punto a pareggio, zero a sconfitta.

### Statistiche
Classifica marcatori
| Giocatore         | Squadra             | PG | Gol | Assist | Punti |
| ----------------- | ------------------- | -- | --- | ------ | ----- |
| Eddie Olson       | Cleveland Barons    | 60 | 41  | 47     | 88    |
| Kenny Wharram     | Buffalo Bisons      | 63 | 33  | 49     | 82    |
| Ross Lowe         | Springfield Indians | 60 | 32  | 50     | 82    |
| Fred Glover       | Cleveland Barons    | 58 | 33  | 42     | 75    |
| Walt Atanas       | Springfield Indians | 62 | 29  | 45     | 74    |
| Paul Larivée      | Providence Reds     | 62 | 29  | 45     | 74    |
| Zellio Toppazzini | Providence Reds     | 62 | 21  | 53     | 74    |
| Jim Anderson      | Springfield Indians | 63 | 39  | 32     | 71    |
| Arnie Kullman     | Hershey Bears       | 62 | 23  | 48     | 71    |
| Ellard O'Brien    | Buffalo Bisons      | 62 | 31  | 38     | 69    |
|                   |                     |    |     |        |       |

Classifica portieri
| Giocatore     | Squadra             | PG | MGS  |  |
| ------------- | ------------------- | -- | ---- |  |
| Gilles Mayer  | Pittsburgh Hornets  | 64 | 2.80 |  |
| Hank Bassen   | Buffalo Bisons      | 37 | 3.27 |  |
| Don Simmons   | Springfield Indians | 54 | 3.43 |  |
| Emile Francis | Cleveland Barons    | 57 | 3.58 |  |
| Gordon Henry  | Hershey Bears       | 23 | 3.70 |  |
|               |                     |    |      |  |

## Playoff
|  | Semifinali | Semifinali          | Semifinali |                |   | Calder Cup         | Calder Cup | Calder Cup |  |
|  |            |                     |            |                |   |                    |            |            |  |
|  | 1          | Pittsburgh Hornets  | 3          |                |   |                    |            |            |  |
|  | 1          | Pittsburgh Hornets  | 3          |                |   |                    |            |            |  |
|  | 3          | Springfield Indians | 1          |                |   |                    |            |            |  |
|  | 3          | Springfield Indians | 1          |                | 1 | Pittsburgh Hornets | 4          |            |  |
|  |            |                     |            |                | 1 | Pittsburgh Hornets | 4          |            |  |
|  |            |                     | 4          | Buffalo Bisons | 2 |                    |            |            |  |
|  | 2          | Cleveland Barons    | 4          | Buffalo Bisons | 2 | 1                  |            |            |  |
|  | 2          | Cleveland Barons    |            |                |   |                    |            |            |  |
|  | 4          | Buffalo Bisons      | 3          |                |   |                    |            |            |  |

## Premi AHL
- Calder Cup: Pittsburgh Hornets
- F. G. "Teddy" Oke Trophy: Pittsburgh Hornets
- Dudley "Red" Garrett Memorial Award: Jim Anderson (Springfield Indians)
- Harry "Hap" Holmes Memorial Award: Gilles Mayer (Pittsburgh Hornets)
- John B. Sollenberger Trophy: Eddie Olson (Cleveland Barons)
- Les Cunningham Award: Ross Lowe (Springfield Indians)

### Vincitori
| Pittsburgh Hornets | Portiere: Gilles Mayer Difensori: Bill Burega, Ray Gariepy, Frank Mathers, Jack Price, Marc Reaume Attaccanti: Bob Bailey, Earl Balfour, Andy Barbe, Jack Caffery, Gerry Foley, Gord Hannigan, Bob Hassard, Willie Marshall, Bob Sabourin, Bob Solinger, Ray Timgren Allenatore: Howie Meeker |

### AHL All-Star Team
First All-Star Team
- Attaccanti: Eddie Olson • Ross Lowe • Fred Glover
- Difensori: Frank Mathers • Gordon Tottle
- Portiere: Gilles Mayer

Second All-Star Team
- Attaccanti: Dick Gamble • Ken Wharram • Dunc Fisher e Zellio Toppazzini
- Difensori: Frank Sullivan • Murray Henderson
- Portiere: Don Simmons